# بهمن امینی
بهمن امینی (اردیبهشت ۱۳۳۰–۲۵ آبان ۱۳۹۷) ناشر و کتابفروش ایرانی بود. بهمن امینی فعال سیاسی و همچنین یکی از ناشران مهم در خارج از ایران بود. وی کتاب‌های بسیاری از نویسندگان ایرانی و افغان را توسط انتشارات خود منتشر کرد و همچنین نقش بسزایی در معرفی نویسندگان جوان بازی کرد.

## زندگی
بهمن (تقی) امینی اردیبهشت ۱۳۳۰ در مشهد به دنیا آمد. پدرش آن طور که خودش گفته، به سبک نقالی شاهنامه فردوسی را می‌خواند و او از همان کودکی با کتاب و ادبیات آشنا شد.
امینی همچنین از نوجوانی به فعالیت‌های اجتماعی و سیاسی علاقه داشت و در دبیرستان در راه‌اندازی انجمن کتاب و جلسات کتابخوانی مشارکت کرد.
در همان دبیرستان بود که به دلیل قرار دادن کتاب «دیکته و زاویه» نوشته غلامحسین ساعدی در کتابخانه مدرسه، مدیر مدرسه او را بازخواست کرد.
بهمن امینی پس از گرفتن دیپلم در رشته ریاضی، تحصیلات خود را در رشته جامعه‌شناسی در دانشگاه تهران ادامه داد، اما فعالیت‌های سیاسی موجب شد که دو بار بازداشت و چندین سال زندانی شود. اولین بار سال ۱۳۵۱ در جریان اعتراض دانشجویی به سفر نیکسون، رئیس‌جمهوری وقت آمریکا به ایران بود که در کوی دانشگاه بازداشت و مدتی زندانی شد.
امینی بار دیگر در سال ۱۳۵۲ به دنبال فعالیت‌های گروهی سیاسی از جمله هواداران سازمان چریک‌های فدایی خلق در مشهد بازداشت شد و با اتهام «عضویت در سازمانی با مرام اشتراکی» به زندان افتاد. او ابتدا در زندان مشهد بود و پس از چند سالی به تهران منتقل شد و پس از یک سال و نیم حبس در زندان اوین، در سال ۱۳۵۶ آزاد شد.
بهمن امینی یک سال پس از وقوع انقلاب، ایران را به مقصد فرانسه ترک گفت و در سال ۱۳۶۳ انتشارات خاوران را در پاریس تأسیس کرد. او بر این باور بود که نشر کتاب یک ضرورت اجتماعی- سیاسی است.
یک سال از انقلاب ایران گذشته بود که بهمن امینی کشور را ترک کرد و به فرانسه رفت. امینی در فرانسه به تحصیل در رشته جامعه‌شناسی ادامه داد و از دانشگاه پیکاردی در شمال فرانسه مدرک "DEA" گرفت؛ مدرکی که در سال‌های ۱۹۶۴ تا ۲۰۰۵ میلادی در دانشگاه‌های فرانسه اعطا می‌شد و در واقع معادل دانشنامه پایان سال دوم کارشناسی ارشد است.
او آماده بازگشت به ایران بود که وقایع خرداد ۱۳۶۰ اتفاق افتاد. موج دیگری از سرکوب‌های سیاسی در ایران باعث شد که او از بازگشت به ایران منصرف شود و به عنوان پناهنده سیاسی در فرانسه باقی بماند. در آن زمان او تحصیلات در مقطع دکترا را نیز آغاز کرده بود و در زمینه «دستگاه‌های موازی قدرت در جمهوری اسلامی» تحقیق می‌کرد.
بهمن امینی همزمان با فعالیت‌های آگاهی‌بخش سیاسی در دهه شصت، به کار فکری و فرهنگی نیز علاقه داشت و همراه با کسانی چون هما ناطق، مورخ ایرانی ساکن پاریس، عضو هیئت تحریریه نشریه «زمان نو» بود.
بهمن امینی در پائیز سال ۱۳۶۳، «انتشارات خاوران» را به‌طور مستقل در پاریس تأسیس کرد. او در آن زمان از طریق نگهبانی شب در یک کارخانه، هزینه‌های زندگی شخصی خود در فرانسه را تأمین می‌کرد. او سیزده سال نگهبان شب بود.
بهمن امینی همچنین با انتشار کتاب‌هایی از شاهرخ مسکوب، آرامش دوستدار، نسیم خاکسار، رضا قاسمی، شهلا شفیق، عبدالکریم لاهیجی، مسعود میرشاهی، رضا دانشور، باقر مؤمنی، مهشید امیرشاهی، علی عرفان و … مجموعه‌ای غنی از آثار فارسی‌زبان را گردآوری و برای همیشه ثبت کرد. او که دچار سرطان بود، جمعه ۲۵ آبان ۱۳۹۷ در بیمارستانی در شهر لیون درگذشت.